# Episodi di AwesomenessTV (prima stagione)
La prima stagione della serie televisiva AwesomenessTV è stata trasmessa negli Stati Uniti dal 1º luglio 2013 su TeenNick.
In Italia la serie non è ancora andata in onda
| nº | Titolo originale                       | Titolo italiano | Prima TV USA      | Prima TV Italia |
| -- | -------------------------------------- | --------------- | ----------------- | --------------- |
| 1  | Terry The Tomboy: Summer Style Guide   |                 | 1 luglio 2013     |                 |
| 2  | The Walking Fred                       |                 | 8 luglio 2013     |                 |
| 3  | Swag Master J: Swagify for School      |                 | 15 luglio 2013    |                 |
| 4  | Random Thoughts By JoJo                |                 | 22 luglio 2013    |                 |
| 5  | Worst Babysitter Ever: Relax           |                 | 29 luglio 2013    |                 |
| 6  | 5 Signs You're Addicted To Instagram   |                 | 5 agosto 2013     |                 |
| 7  | The Worst DIYer: Zen Candle            |                 | 26 agosto 2013    |                 |
| 8  | Gnarly Mann                            |                 | 2 settembre 2013  |                 |
| 9  | Pet Therapist                          |                 | 9 settembre 2013  |                 |
| 10 | Terry the Tomboy: Back to School Guide |                 | 16 settembre 2013 |                 |
| 11 | Txting 4 Rents                         |                 | 23 settembre 2013 |                 |
| 12 | Kid History: Pillow Fight              |                 | 30 settembre 2013 |                 |
| 13 | Box Prank                              |                 | 7 ottobre 2013    |                 |
| 14 | The 5 Most Annoying Siblings           |                 | 21 ottobre 2013   |                 |
| 15 | Zay Zay and Jo Jo's Halloween Tips     |                 | 28 ottobre 2013   |                 |
| 16 | Worst Teacher Ever: Dodgeball          |                 | 4 novembre 2013   |                 |
| 17 | Us & Jan                               |                 | 18 novembre 2013  |                 |
| 18 | Big Brother Problems                   |                 | 2 dicembre 2013   |                 |
| 19 | High-Tech History: Paul Revere         |                 | 9 dicembre 2013   |                 |
| 20 | Swag Master J: Swagify for Christmas   |                 | 16 dicembre 2013  |                 |